# Kaple svatého Jana Nepomuckého (Chotiměř, Blížejov)
Římskokatolická kaple svatého Jana Nepomuckého stojí v Chotiměři u Blížejova v okrese Domažlice. Postavena byla v barokním slohu v roce 1743 v areálu chotiměřského zámku. Spolu se zámeckým parkem a navazující ohradní zdí je chráněna jako kulturní památka ČR.
Do roku 2020 náležela kaple k farnosti Milavče, po jejím zrušení je součástí domažlické farnosti.

## Stavební podoba
Střed kaple má šestiboký půdorys, ke kterému přiléhají dvě lichoběžníkové kaple a oválný presbytář. Boční strany průčelí zdůrazňují rizality se segmentově zkosenými nárožími. V obou rizalitech a nad vstupem jsou výklenky se sochami svaté Kateřiny, svatého Josefa a svatého Františka. Boční fasády jsou zdobené vysokým pilastrovým řádem, lizénovými rámci a římsou proloženou segmentem. Interiér zaklenutý klášterní klenbou s lunetami osvětlují kasulová okna. Boční kaple a presbytář mají ploché stropy. Stěny jsou členěné pilastrovými svazky a zdobené bohatou ornamentální výzdobou. Oltář byl v roce 2010 restaurován a je vystaven v Muzeu Chodska v Domažlicích.

## Zařízení
Většina rokokového vybavení pochází z poloviny osmnáctého století a jeho autorem je plzeňský sochař Karel Legát. Hlavní oltář tvoří sarkofágová menza s reliéfem Svržení svatého Jana Nepomuckého a světcovou sochou.